# Sturnia
Sturnia és un gènere d'ocells de la família dels estúrnids (Sturnidae).

## Taxonomia
Segons la classificació del Congrés Ornitològic Internacional (versió 2.7, 2011) aquest gènere conté 5 espècies:
- Sturnia blythii.
- Sturnia erythropygia - estornell capblanc.
- Sturnia malabarica - estornell de Malabar
- Sturnia pagodarum . estornell de les pagodes.
- Sturnia sinensis - estornell mandarí.